# Hendrik Offerhaus
Hendrik Karel Offerhaus (Venhuizen, Drechterland, Holanda del Nord, 20 de maig de 1875 – Wassenaar, Holanda del Sud, 2 de setembre de 1953) va ser un remer neerlandès que va competir cavall del segle xix i el segle xx.
El 1900 va prendre part en els Jocs Olímpics de París, on guanyà una medalla de bronze en la prova de vuit amb timoner com a membre de l'equip Minerva Amsterdam.